# ターミナル駅
ターミナル駅（ターミナルえき）とは、鉄道路線の末端に位置する鉄道駅である。終点・終端・端末を意味する単語「ターミナル」(terminal) が語源。

## 概要
路線及び列車運行の発着点（終着駅）であり、本来は駅から路線が片方にだけ伸びる形であるため、頭端式ホーム（行止まり式ホーム）が用いられることが特徴である。世界最大のターミナル駅として、ニューヨークのグランド・セントラル駅が知られる。欧米（特にヨーロッパ）の大都市では、数ヶ所にそれぞれ別方向に向かう都市間路線のターミナル駅があり、市内中心部においては路線バスや路面電車、地下鉄等がそれらの間を結ぶ方式が良く見られる（パリ北駅とパリ東駅など）。鉄道が陸上交通の主役であった時代には、ターミナル駅は都市の玄関口としての役割を果たしたが、特に都市間を連絡する長距離列車を主体とすることが多かったヨーロッパの鉄道では壮麗な歴史主義様式の駅舎が建ち、ホーム上には巨大な屋根（トレイン・シェッド）がかけられ、乗降客に強い印象を与えた。映画や絵画の題材ともなり、タイトルにも使用される（イタリア映画『Stazione Termini』、日本語題『終着駅』）など、芸術で叙情的に語られる対象ともなってきた。歴史的な駅舎は低層建築であることが多々あるため、近年の再開発により、文化財が失われたり周辺の商業機能を衰退させたりすることが問題となっている。
これに対して日本の大都市では、特にJRの場合、路線の起点・終点であっても他の路線に直通運転するため行止まり式駅は少ないが、後述するように、そうした両方に路線が伸びる形の駅あるいは路線の中間に位置する駅であっても列車等の集積点となる駅、各種交通機関の結節点（轂: ハブ）となる主要駅を「ターミナル駅」と呼ぶのが一般的である。私鉄の都心側の駅については、ヨーロッパ同様に頭端式ホームを採用している例が多い。阪急電鉄の大阪梅田駅を筆頭に、特に関西私鉄に大規模な頭端式ホームが集中している。
駅設備としては、地下鉄、路線バス等の各種交通機関が多数乗り入れるため、駅前広場や連絡改札といった乗り換え施設が整備される。特に主要都市の中心となる駅は、多方面から集まる旅客・荷物をその目的地に応じて円滑に振り分けるハブ機能が求められ、旅客の待合設備、荷物の保管機能、荷役設備、列車やバスの車庫機能などターミナル（ハブ）駅として充実した機能を有している。

## 日本のターミナル駅
本来は行き止まり式の終着駅と同義語であったが、国鉄の都市部の駅では頭端式の駅がもともと少なく、東京駅のように路線間の直通運転が盛んな駅では路線によっては実質的な中間駅のような運行になる場合も多い（上野東京ラインなど）。さらに、私鉄でも関東私鉄を中心に地下鉄との相互乗入などによりその数を減らした。そのため、今日の日本では、列車等の起点・終点・集積点という性質に注目して、線区若しくは営業運行上の起終点駅・終着点で無くても営業列車等の集積が見られ、なおかつ利用者数が多い駅を指して「ターミナル駅」という語を用いるのが一般的である。
路線上は中間駅であっても営業上の起終点となる駅の例として、函館本線札幌駅、東北本線仙台駅・黒磯駅・宇都宮駅・上野駅、山手線池袋駅・大崎駅、中央本線新宿駅・高尾駅・甲府駅、東海道本線品川駅・小田原駅・熱海駅・名古屋駅・米原駅・京都駅・大阪駅、山陽本線姫路駅・岡山駅・広島駅、鹿児島本線小倉駅・博多駅・鹿児島中央駅等、他にも多数存在する。また、地下鉄との直通運転が盛んでない関西私鉄では、阪急電鉄の大阪梅田駅のように大規模な頭端式ターミナル駅が複数現存している。
なお、貨物駅の一部には、「○○貨物ターミナル駅」と称する（日本の鉄道駅#貨物駅を参照）駅が存在する。貨物駅は荷役作業を必要とするため、行止まり式駅が一般的であったが、着発線荷役方式の登場に伴って、神戸貨物ターミナル駅（山陽本線）や新座貨物ターミナル駅（武蔵野線）のような鉄道路線が駅を貫く貨物ターミナル駅も増加している。
ターミナル駅の駅舎は、駅舎を大規模化し百貨店や商業施設など、駅以外の機能を持たせていることがある。このような駅舎は、駅ビル、ターミナルビル、ステーションデパート、駅ナカなどと呼ばれ、郊外の沿線住民を集め、消費を拡大し、収益増加を図る仕掛けとなっている。阪急電鉄大阪梅田駅の阪急百貨店うめだ本店がターミナルデパートの第一号である。

## 日本のターミナル駅の例

### 代表的な旅客ターミナル駅

#### 札幌駅
北海道札幌市北区北6条西4丁目にある、北海道旅客鉄道（JR北海道）の駅である。北海道最大のターミナル駅で、JRだけで約13万人の一日平均乗降者数を誇る。運転系統上では函館本線・千歳線・札沼線が乗り入れる。当駅より、函館・旭川・室蘭・帯広・釧路・網走・稚内など道内の主要都市を結ぶ特急列車が発着する他、新千歳空港を結ぶ快速が発着する。
現在、北海道新幹線の延伸に伴う駅構造工事が着工されており、同新幹線延伸後は東北新幹線の仙台駅や大宮駅を介して東京駅まで新幹線利用の陸路一本で結ばれる。
隣接して、札幌市交通局が運営する札幌市営地下鉄南北線・東豊線のさっぽろ駅が存在し、市内交通の拠点でもある。

#### 仙台駅
宮城県仙台市青葉区中央にある、東日本旅客鉄道（JR東日本）・仙台市交通局（仙台市地下鉄）の駅である。駅の売上額である旅客収入はJR東日本で東京駅・新宿駅に次ぐ第3位、一日平均乗降者数は約16万人とJR東日本の首都圏以外の駅では最も多く、東北地方最大のターミナル駅であり東北の中心駅である。文化発信基地としての役割も担う駅として、東北の駅百選にも選定されている。
新幹線は、東北新幹線・北海道新幹線・秋田新幹線の全列車が停車し、当駅が始発終点となる新幹線も多数存在する。なお、山形新幹線は2駅南隣の福島駅が分岐駅となり当駅へは乗入れず、東北地方の県庁所在地駅で唯一山形駅への移動のみ直通では在来線（仙山線）の利用となる。在来線は、運行系統上では東北本線・常磐線・仙山線・仙石線・仙石東北ライン・仙台空港鉄道が乗入れ、東北本線への直通で陸羽東線・阿武隈急行も乗入れている。
仙台市地下鉄は東西線・南北線の2路線があり、当駅が唯一の相互乗換駅である。

#### 大宮駅
埼玉県さいたま市大宮区錦町にある、東日本旅客鉄道（JR東日本）・東武鉄道・埼玉新都市交通の駅である。乗入路線数は合計16路線で東京駅に次いで全国第2位、3社合計の一日平均乗降者数は約70万人（新幹線停車駅では全国第3位）と、東京以北最大の巨大ターミナル駅であると同時に「東日本の玄関口」として位置付けられた、首都圏北部の中心駅である。駅周辺には大宮総合車両センターを含む数多くの鉄道施設があり、旧国鉄時代より旧大宮市は「鉄道の町」として公式認定を受けている。隣接するさいたま新都心駅周辺と一帯的にオフィス街・繁華街が形成されており、各企業や金融機関の本社・支社・支店、大型の商業施設や飲食店が多数存在するほか、代表的な東京のベッドタウンでもあることから徒歩圏内に住宅街も広がる。
新幹線は、東北新幹線・北海道新幹線・秋田新幹線・山形新幹線の東北系統と、上越新幹線・北陸新幹線の上越系統の合計6新幹線が乗り入れており、全列車停車駅となっている。当駅以北で分岐する上越新幹線は当駅が起点駅となっている。なお、かつて1982年の東北・上越新幹線暫定開業日から上野駅延伸までの間、当駅が始発終着駅であった。
JR在来線は東北本線の中間駅であるが、その支線や当駅を起点とする路線が多数存在し、宇都宮線（東北線）・高崎線・上野東京ライン・湘南新宿ライン・京浜東北線・埼京線・川越線・武蔵野線が乗り入れている。なお、高崎線と川越線は当駅を起点としている。また、東北本線電車線・別線・貨物線である京浜東北線と埼京線及び湘南新宿ラインと武蔵野線は運行系統上の起点若しくは発着点となる。一方、埼京線は当駅で川越線と、大崎駅でりんかい線及び相鉄線と、それぞれ直通運転を行っている。当駅を発着点とする武蔵野線は、湘南新宿ラインと同様に東北本線貨物線を活用し、多摩地域方面（むさしの号）・千葉県方面（しもうさ号）への直通運転を実施。さらに、湘南新宿ライン - 当駅 - 宇都宮線を経由し、栗橋駅で東武日光線・鬼怒川線と相互乗入（栗橋駅は通過）を行なっている東武線直通特急「日光」・「きぬがわ」・「スペーシアきぬがわ」も運行されている（当駅の東武野田線経由では無い）。
その他、東武鉄道の東武野田線（東武アーバンパークライン）、埼玉新都市交通のニューシャトル（埼玉新都市交通伊奈線）の2社2線が当駅を起点駅としている。東武野田線は、春日部駅を経由して東武伊勢崎線（東武スカイツリーライン）からの直通運転を実施。ニューシャトルは、鉄道博物館へのアクセス路線としても知られ、開業年の1983年当時ゴムタイヤで走行する新交通システムはまだ珍しく、特に首都圏ではその先駆的な路線である（現在の首都圏では広義での同種路線として、ゆりかもめ、日暮里・舎人ライナー、金沢シーサイドライン、レオライナー、ユーカリが丘線等がある）。
大宮駅が完全に終点となる列車は、京浜東北線・武蔵野線・東武野田線・ニューシャトルのみである。また、特急等を利用しない条件下（在来線のみ）で関東地方全ての都県へ当駅から直行が可能（茨城県は古河駅のみ）。
今後、駅舎の大規模な再開発が構想されており（大宮駅グランドセントラルステーション化構想）、新たな東西連絡通路及び出入口増設、駅ビルの建替えによる駅機能強化、駅周辺建物・道路の再開発や地下開発等がそれぞれ検討されている。
当駅は首都高速道路の出入口が至近にあり、他の各高速道路へもアクセスが良いことから、高速バスが当駅前から多数発着しており、埼玉県内最大のバスターミナルが形成されている。成田空港行きバス「ONライナー号」や、羽田空港行きバスも発着する。なお、大型バスターミナル「バスタ大宮（仮称）」を整備する構想があると2021年に報道されている。

#### 上野駅
東京都台東区にある、東日本旅客鉄道（JR東日本）・東京地下鉄（東京メトロ）の駅である。1883 - 1928年の東北本線東京駅延伸まで、及び1973 - 2015年の上野東京ライン開通までの間、「日本の終着駅」の代名詞となっていたターミナル駅であり「東京の北の玄関口」として長年機能してきた。かつて、北日本からの出稼ぎ労働者や集団就職の若者たち、それを迎える経営者達で連日ごった返す程賑やかであった駅も、現在は新幹線を含めた大多数の列車が当駅を挟んで直通運転が行われており、数々の歌謡曲やドラマ・映画などで描かれて来た哀愁漂う終着駅としての役割を終え、時代の変化とともに一中間駅へと大きく変容した。その影響からも現在の一日平均乗降客数は約61万人（京成を除く）と徐々に減少、現在は大宮駅に首位の座を抜かれ宇都宮線・高崎線での最多駅から陥落している。
新幹線は、東北新幹線・北海道新幹線・秋田新幹線・山形新幹線の東北系統と、上越新幹線・北陸新幹線の上越系統の合計6新幹線が乗入れており、かつては始発終着駅であった。なお、新幹線ホームは地下4階とかなり深度があり、在来線との乗換には相当の時間を要する。
JR在来線は東北本線の中間駅である。乗入路線として、宇都宮線（東北線）・高崎線・常磐線・上野東京ライン（東海道線）・山手線・京浜東北線がある。また、東京メトロでは、銀座線・日比谷線が乗り入れている。日比谷線は北千住駅で東武伊勢崎線（東武スカイツリーライン）を経由し東武日光線の南栗橋駅まで直通運転を実施している。
なお、隣接して京成電鉄の京成上野駅も存在し、成田空港へ向かう特急などが発着している。また、東京都交通局（都営地下鉄）大江戸線上野御徒町駅や、同駅の乗り換え駅で上野駅の隣の駅であるJR東日本御徒町駅・銀座線上野広小路駅・日比谷線仲御徒町駅も近い。

#### 東京駅
東京都千代田区丸の内一丁目にある、東日本旅客鉄道（JR東日本）、東海旅客鉄道（JR東海）、東京地下鉄（東京メトロ）の駅である。日本の首都としての中心ターミナル駅であり、丸の内側は皇居へと通じる。駅周辺は、国内外大手企業・金融機関等の本社や大型オフィスビル、省庁などが並ぶ超オフィス街である一方、住宅地は少数で夜間人口は極めて少ない。
東海道本線・東北本線・総武本線と3線の在来線本線、さらに京葉線、東海道新幹線、東北新幹線の起点となる駅で、以前は中央本線も書類上の起点としていた。運転上は、新幹線（東海道新幹線・山陽新幹線の東海道系統、東北新幹線・北海道新幹線・山形新幹線・秋田新幹線の東北系統、上越新幹線・北陸新幹線の上越系統）、及び山手線、京浜東北線、東海道線、宇都宮線（東北線）、高崎線、常磐線、京葉線、武蔵野線、中央線快速、総武快速線、横須賀線の発着点（運行系統上の起点）となるが、東海道線と上野駅以北を接続する上野東京ライン、総武快速線と横須賀線、山手線、京浜東北線の大多数の列車が当駅を挟み直通運転が行われている。1日あたり4,000本と言う発着列車本数は日本最多である。また、東京メトロ丸ノ内線も当駅を発着し、東京メトロ東西線大手町駅・千代田線二重橋前駅・銀座線京橋駅が至近に位置する。
「首都の玄関口」という位置づけで設置された駅だが、通過する交通の利便を考慮し、欧米のターミナル駅で多用される頭端式ホームを持つ行き止まり型の駅とはされなかった。かつて東京駅へ乗り入れていた東北本線の線路は新幹線建設の際に一部が撤去されたが、新幹線高架の直上に線路を新設し、上野東京ラインとして、大宮駅方面の宇都宮線及び高崎線と横浜駅方面の東海道線が相互直通運転、また常磐線の東京駅・東海道線経由品川駅乗り入れが実現した。発着本数が最多の駅ではあるものの、JR路線間との乗換客が主体であることから、乗降客数では同じ東京都内の新宿駅、池袋駅に比べて少なく、東海道本線では横浜駅、大阪駅に次いで3位である。
東京駅が完全に終点となる列車は、新幹線、京葉線、武蔵野線、中央線のみである。なお、日本の新幹線で唯一東京駅に乗入れていないのは九州新幹線のみである（暫定単独路線の西九州新幹線も含む）。
また、JRバスを中心とした都内のバスターミナルの一つとなっており、全国各地への高速バスが当駅八重洲口を中心に多数発着している。
なお、2016年に交通政策審議会が行った答申「東京圏における今後の都市鉄道のあり方について」では、当駅及びその付近を通る路線として都心直結線（京成押上線押上駅 - 新東京駅 - 京急本線泉岳寺駅）、つくばエクスプレス延伸（秋葉原駅 - 東京駅）、都心部・臨海地域地下鉄構想（臨海部 - 銀座駅 - 東京駅）が「国際競争力の強化に資する鉄道ネットワークのプロジェクト」として位置付けられており、実現すれば羽田空港・成田空港や筑波研究学園都市、東京臨海副都心と直結することになる。

#### 品川駅
東京都港区にある、東日本旅客鉄道（JR東日本）・東海旅客鉄道（JR東海）・京浜急行電鉄の駅である。所在地は品川区では無く港区となり、品川区は当駅の南西側に位置する（大崎駅・五反田駅・大井町駅等）。また、京浜急行を利用した羽田空港へのアクセス駅でもある。京急は当駅より1駅先の泉岳寺駅から都営地下鉄浅草線経由で京成電鉄線まで直通し、成田空港とも結ばれている。
新幹線は、東海道新幹線・山陽新幹線が乗入れており、現在建設中のリニア中央新幹線の起点駅である。
当駅に乗入れる地下鉄路線は現状では存在しないが、東京メトロ南北線・都営地下鉄三田線を白金高輪駅から当駅まで延長する計画がある。2022年3月、東京メトロは南北線の延伸（品川 - 白金高輪間）の鉄道事業許可を国土交通大臣より受けた。開業は2030年代半ばと発表されている。

#### 池袋駅
東京都豊島区にある、東日本旅客鉄道（JR東日本）・東武鉄道・西武鉄道・東京地下鉄（東京メトロ）の駅である。4社8路線が乗り入れる巨大ターミナル駅であり、JR東日本は新宿駅に次ぐ第2位、東武鉄道・西武鉄道・東京メトロは各社で第1位の乗降客数を誇る。各社合計の一日平均乗降客数は約268万人であり、新宿駅に次ぐ世界第2位である。東京のベッドタウンである多摩地域北部・埼玉県からの路線が多数乗入れ、駅自体の利便性も高いことから、駅ビルは東口・西口共に大型百貨店で構成されている。また、駅周辺にはサンシャインシティやファッションビルといった大型商業施設及びオフィス街と多数の飲食店が密集しており、東京都心でも有数の大規模な繁華街・歓楽街が形成されているほか、徒歩圏内に住宅街も広がる。
運行系統上の乗り入れ路線として、JR東日本では山手線・埼京線・湘南新宿ライン（宇都宮線・高崎線・東海道線・横須賀線）、東武鉄道では東武東上線、西武鉄道では西武池袋線、東京メトロでは丸ノ内線・有楽町線・副都心線がある。東武東上線・西武池袋線・東京メトロ丸ノ内線は当駅が起点駅となる。JRの線籍上では山手線と赤羽線及び山手貨物線が乗入れ、赤羽線は当駅が起点駅となる（実際には埼京線に含まれるため運行系統上は中間駅扱いとなる）。埼京線は、大宮駅で川越線と、大崎駅でりんかい線および相鉄線直通列車経由で相鉄線と、それぞれ直通運転を行っているいる。さらに、湘南新宿ライン - 宇都宮線を経由し、栗橋駅で東武日光線・鬼怒川線と相互乗り入れ（栗橋駅は通過）を行っている東武線直通特急「日光」「きぬがわ」「スペーシアきぬがわ」も運行されている（当駅の東武東上線とは関わりがない）。東京メトロ有楽町線と副都心線は、和光市駅で東武東上線と、小竹向原駅で西武有楽町線経由西武池袋線と、さらに副都心線については渋谷駅で東急東横線経由みなとみらい線と相互直通を実施している。また西武池袋線では、練馬駅分岐で豊島園駅までの西武豊島線、西所沢駅分岐で西武球場前駅まで運行する西武狭山線、特急ちちぶで吾野駅から西武秩父駅間の西武秩父線と直通運行されており、当駅は池袋線系統の集約駅でもある。
以上の様に、山手線・丸ノ内線以外のほぼ全列車が埼玉県内と至近に接続されており、当駅周辺は特に埼玉県民、また北関東地方（栃木県・群馬県南部・茨城県西部）の住民が多く集まり、そのターミナル駅として街全体の賑わいを創出している。
また、当駅からの徒歩圏内のサンシャインシティ周辺には、東京都交通局が運営する都電荒川線（東京さくらトラム）の東池袋四丁目停留場及び都電雑司ヶ谷停留場があり、早稲田・王子駅前・三ノ輪橋などの各停留所へ移動が可能（乗換案内はされていない）。

#### 新宿駅
東京都新宿区および渋谷区に所在する、東日本旅客鉄道（JR東日本）・京王電鉄・小田急電鉄・東京地下鉄（東京メトロ）・都営交通局（都営地下鉄）の駅である。各社局における一日平均乗降客数を合算した値は約353万人（西武を除く）となり、乗降客数が世界一多くギネス世界記録にも認定されている。駅周辺は、国内最大の繁華街・歓楽街である歌舞伎町、西口側の超高層ビル群のあるオフィス街、周辺全体に広がる商業施設とその外郭に広がる住宅街など、多種多様な街が形成されており、昼夜を問わず人の波が途絶えることは無い。
運行系統上の乗り入れ路線として、JRは電車線を走行する環状線としての山手線電車のほか、山手貨物線を走行する埼京線と湘南新宿ラインが全列車停車する。旅客案内ではそれぞれ別路線として扱われている。埼京線は大宮駅で川越線と、大崎駅でりんかい線及び相鉄線直通列車経由で相鉄線と、それぞれ直通運転をおこなっている。また、空港連絡特急「成田エクスプレス」や、東武日光線直通特急なども山手貨物線経由で乗入れている。中央本線では、急行線を走行する中央線快速電車と、緩行線を走行する中央・総武線各駅停車の2系統が運行されている。また、甲府駅・松本駅方面へ向かう特急列車の発着駅である（複々線区間では急行線走行）。
小田急小田原線は当駅が起点である。通勤通学輸送で混雑するほか、特急ロマンスカーの小田原駅からの小田急箱根との直通運転により箱根への観光輸送も担う。京王線も当駅が起点だが、笹塚駅まで系統を「京王線」と「京王新線」に分けている複々線区間で、京王新線と都営地下鉄新宿線が当駅を境に直通運転を行なっている。
なお、隣接して西武鉄道の西武新宿駅、都営交通局（都営地下鉄）の新宿西口駅、東京メトロ丸ノ内線・都営地下鉄新宿線では当駅の隣の駅となる新宿三丁目駅があり、これらの駅とは全て地下道で繋がっている。

#### 渋谷駅
東京都渋谷区にある、東日本旅客鉄道（JR東日本）・京王電鉄・東急電鉄・東京地下鉄（東京メトロ）の駅である。東急東横線の終着駅として知られたが東京メトロ副都心線直通により通過駅となった。

#### 横浜駅
神奈川県横浜市西区にある東日本旅客鉄道（JR東日本）・東急電鉄・横浜高速鉄道・京浜急行電鉄・相模鉄道・横浜市交通局（横浜市営地下鉄）の駅である。上記の合計6社局が乗入れており、一駅に乗入れる鉄道事業者数は日本最多である。また、東海道新幹線・山陽新幹線は当駅を逸れ4 - 5駅離れた新横浜駅へ停車しているにもかかわらず、一日平均の乗降客数は約230万人と東京駅を上回っており、現在、東海道本線では最多の乗降客数となっている。
運行系統上の乗入路線は、JRは東海道線・横須賀線・湘南新宿ライン・上野東京ライン・京浜東北線・根岸線・横浜線の7路線が集まる。根岸線は当駅が起点だが、京浜東北線と一体的に運行され、横浜線との乗入もある。また、東海道線経由で伊東線・伊豆急行線等に直通する特急「踊り子」「サフィール踊り子」、横須賀線のルートから総武本線・成田線を通じて成田空港へ向かう特急「成田エクスプレス」、さらに現時点で日本唯一の夜行列車である東海道本線経由で山陰・四国方面へ向かう寝台特急「サンライズ瀬戸」「サンライズ出雲」が停車する。
東急東横線・横浜高速鉄道みなとみらい線は駅施設を共有し、当駅を境に相互直通運転を行なっている。東横線は渋谷駅から東京メトロ副都心線を経由して西武池袋線飯能駅（一部は西武秩父駅）・東武東上線森林公園駅まで直通運転を実施している。京浜急行電鉄は東京側のターミナルである品川駅よりも当駅の方が一日平均乗降客数が多く、乗降客数の面で京急最大の駅である。三浦半島や羽田空港へのアクセスのほか、泉岳寺駅から東京都営地下鉄浅草線を経由し京成本線まで直通運転を実施している。相模鉄道は当駅が起点で最大の駅である。2023年3月の相鉄新横浜線開業後は、相互直通運転を行う東急車両が乗入れるようになった。横浜市営地下鉄ブルーラインは当駅は途中駅だが、横浜市内の主要駅と当駅を結ぶ路線である。
当駅は構内や駅周辺で次々と大きな工事が行われ続け、実質1915年の開設以来全工事計画が未だに完全に終了していないことから、スペインにある世界遺産に喩えて「日本のサグラダ・ファミリア」と言われている。現在は駅ビル及び駅周辺の大規模再開発事業が2011年から進行している。

#### 名古屋駅
愛知県名古屋市中村区名駅にある、東海旅客鉄道（JR東海）・名古屋臨海高速鉄道・名古屋市交通局（名古屋市営地下鉄）の駅である。一日平均の乗降客数約85万人は中部地方の最多となる（名鉄・近鉄を除く）。
新幹線は、東海道新幹線・山陽新幹線が乗入れており、現在建設中のリニア中央新幹線が暫定終着駅となる予定である。
隣接して名古屋鉄道の名鉄名古屋駅、近畿日本鉄道の近鉄名古屋駅も存在する。

#### 京都駅
京都府京都市下京区にある、西日本旅客鉄道（JR西日本）・東海旅客鉄道（JR東海）・近畿日本鉄道・京都市交通局（京都市営地下鉄）の駅である。国内最大の観光拠点となっている他、通勤・通学客も多く利用し、一日平均乗降人員は約40万人となっている。また、JRについては在来線特急の発着種類が日本一多い駅である。日本の古都・京都の中心駅であり、修学旅行の学生や国内観光客、外国人観光客が多く集結する。駅周辺は商業地域であり、観光客向けのホテルが多く立ち並んでいるが、京都市の中心繁華街である四条河原町からは距離が離れている。
新幹線は、東海道新幹線・山陽新幹線が乗り入れている。

#### 大阪駅
大阪府大阪市北区にある、西日本旅客鉄道（JR西日本）の駅である。大阪府最大の繁華街・オフィス街である梅田の中心に位置しており、JR大阪駅のみで一日平均乗降客数約86万人が利用する西日本最大の駅で、大阪駅単独でも東京駅より乗降客数が多い。また、東海道新幹線・山陽新幹線・九州新幹線の停車する隣接した新大阪駅と共に、東日本の東京駅と双璧を成す西日本としての日本の中心ターミナル駅である。
なお、近隣には、JR西日本の北新地駅、阪神電気鉄道の大阪梅田駅、阪急電鉄の大阪梅田駅、大阪市高速電気軌道（Osaka Metro）の梅田駅・東梅田駅・西梅田駅が存在し、これらを合わせて、大阪・梅田駅と総称される。

#### 難波駅
大阪府大阪市浪速区にある西日本旅客鉄道（JR西日本）の駅である。西日本最大級の繁華街・オフィス街である梅田と並ぶ難波付近に位置しており、約20万人が1日に利用する。大阪のミナミの玄関口として機能している。またOsaka Metro難波駅、近鉄・阪神の大阪難波駅、南海の南海なんば駅とも隣接している。

#### 三ノ宮駅
兵庫県神戸市中央区にある西日本旅客鉄道（JR西日本）の駅である。兵庫県最大の繁華街である三宮に位置している。
近接には、阪神電気鉄道の神戸三宮駅、阪急電鉄の神戸三宮駅、神戸新交通の三宮駅、神戸市交通局（神戸市営地下鉄）の三宮駅・三宮・花時計前駅が存在する。

#### 岡山駅
岡山県岡山市北区駅元町にある、西日本旅客鉄道（JR西日本）の駅である。岡山電気軌道を含めると12方面へ線路が伸びる交通の要衝。
当駅を拠点に東海道・山陽新幹線全営業列車及び、各方面全ての特急列車、快速列車の発着するターミナル駅であり、鉄道での山陰、四国方面への玄関口である。新幹線から乗換の多い東京、鳥取、松江、出雲、高松、高知、松山、徳島方面への在来線特急列車が発着する。
乗り入れ路線は山陽新幹線及びJR在来線8方面（山陽本線（神戸方面、福山方面）、伯備線、瀬戸大橋線、宇野線、津山線、吉備線、赤穂線）と岡山電気軌道路面電車2方面（岡山電気軌道東山本線・清輝橋線）が結節する中四国地方最大のターミナル駅である。
乗降客数では同じく中国地方の広島駅に劣るが改札を出ない乗換利用者を含めると広島駅を大きく上回る。
なお、隣接して岡山電気軌道の岡山駅前停留所、貨物駅である岡山貨物ターミナル駅が存在する。

#### 博多駅
福岡県福岡市博多区博多駅中央街にある、九州旅客鉄道（JR九州）・西日本旅客鉄道（JR西日本）・福岡市交通局（福岡市地下鉄）の駅である。在来線、新幹線、地下鉄を含めて1日約40万人利用する九州最大のターミナル駅であり、福岡市の陸の玄関口となっている。
当駅を拠点に、東海道・山陽新幹線 / 九州新幹線や九州主要都市とを結ぶ特急列車、福岡都市圏及び北九州・福岡大都市圏を走る多くの路線が乗入れる全旅客列車停車駅である。首都圏や関西圏と九州を結ぶ夜行列車が全廃された現在では、東京駅・品川駅・新横浜駅・名古屋駅・京都駅からは新幹線による列車で当駅が最も遠い終着駅である。
福岡市地下鉄は空港線が福岡空港まで僅か2駅で結び、七隈線の起点でもある。空港線直通で箱崎線電車も乗入れ、JR筑肥線の列車も空港線直通で博多駅に乗入れている。
隣接して、西鉄天神高速バスターミナルと並ぶ福岡市を代表するバスターミナルである博多バスターミナルがあり、福岡市内の西鉄の一般バス路線や、九州各地、中国・四国地方、関西、中部地方を結ぶ高速バスが発着する。同バスターミナルからは東京都の新宿駅（バスタ新宿）発着のバス路線もある。

### 主たる貨物ターミナル駅

#### 東京貨物ターミナル駅
東京都品川区八潮三丁目にある日本貨物鉄道（JR貨物）・東日本旅客鉄道（JR東日本）の駅。旅客列車設定は無いものの、JR東日本の旅客駅扱いとなっている。また、貨物駅としては日本最大の面積を有する。

#### 新座貨物ターミナル駅
埼玉県新座市大和田にある日本貨物鉄道（JR貨物）武蔵野線の貨物駅。駅構内の一部は、東京都清瀬市にまで広がっている。
駅には国道254号（川越街道）が接しており、関越自動車道所沢ICや東京外環自動車道和光ICも近く、輸送コンテナを積んだ大型トラックが頻繁に出入りする郊外型貨物ターミナルの典型と言える。

#### 神戸貨物ターミナル駅
兵庫県神戸市須磨区大池町五丁目にある、日本貨物鉄道（JR貨物）山陽本線の貨物駅。

## 世界のターミナル駅の例

### 台湾

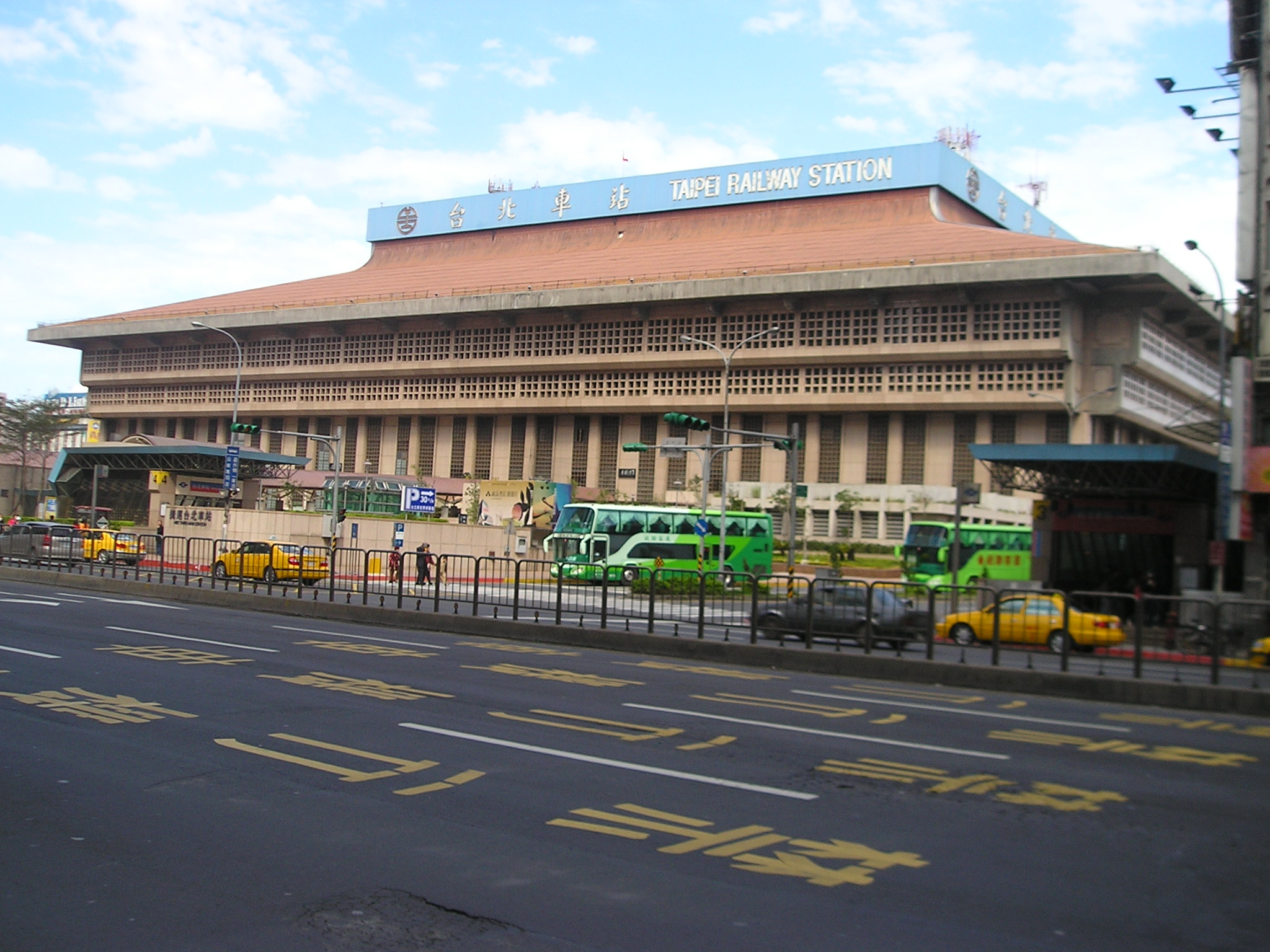
台北駅

日本同様、台湾では都市の中心となる駅に特別な名を付ける習慣は無く、通常はその都市の名をそのまま付ける。
- 基隆駅 - 西部幹線の起点、東部幹線の路線上の起点駅
- 台北駅 - 台湾高速鉄道の起終着駅であり、台鉄、台北捷運との乗換駅として案内されている。乗入各線を合わせた利用客数は1日当たり40万人で台湾最多。
- 高雄駅

### 中華人民共和国
- 北京

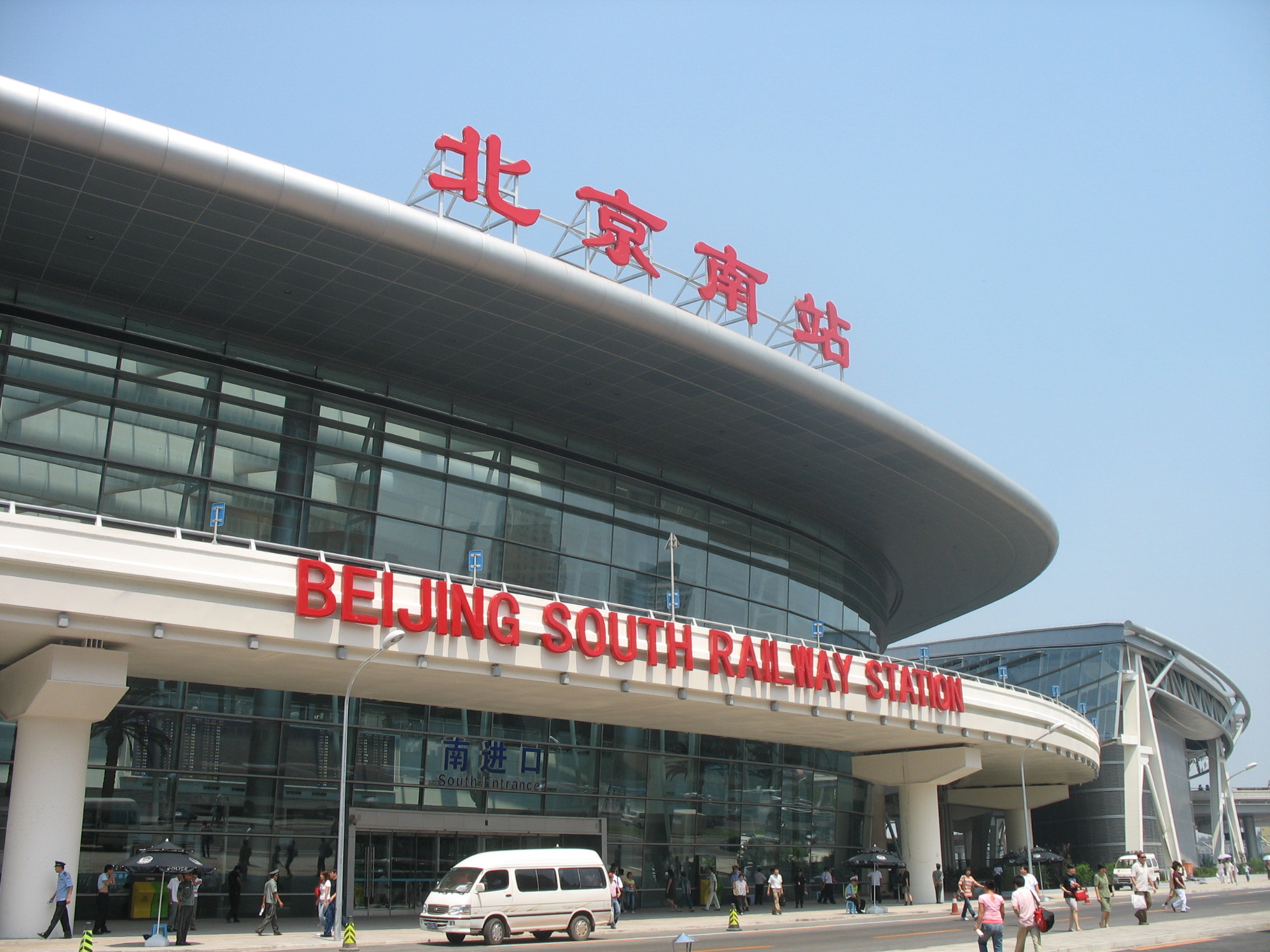
北京南駅

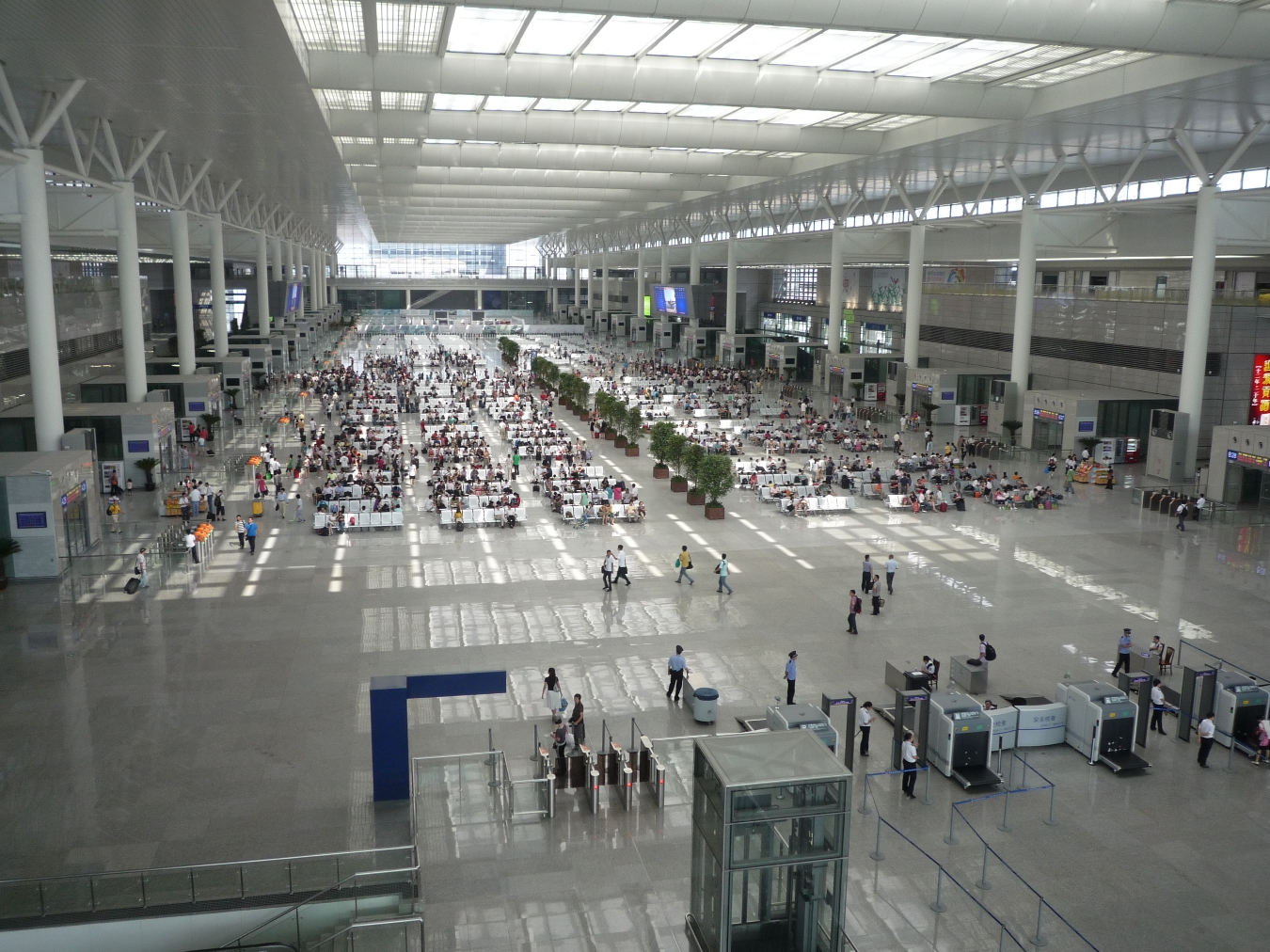
上海虹橋駅の待合ロビー

  - 北京駅 - 京滬線、京哈線、京秦線、京原線、京承線、豊沙線の起点で、中華人民共和国全土への長距離列車の始発駅である他、モスクワのヤロスラフスキー駅行、ウランバートル駅行、平壌駅行国際列車もある。
  - 北京西駅 - 1996年に開業し、北京駅から京九線、京広線の始発機能が移され、中国西北部、中国西南部の玄関口であり、北京駅とともに北京の2大ターミナル駅と言われている。
  - 北京南駅 - 2006年以前は長距離優等列車中心の北京駅、北京西駅に対し、中・短距離の普通列車の発着が主であったが、休止、拡張工事を開始し、2008年8月1日に竣工した。総面積は31万m2で、アジア最大級の駅といわれた[2]。設備は近代的にリニューアルされ、京津都市間鉄道と京滬高速鉄道といった高速鉄道のターミナル駅となった。
  - 北京北駅 - 、京包線、京通線、京張線と言った北京の北東に位置する河北省や内モンゴル自治区方面へ向かう列車の事実上の起点となっている。
- 天津
  - 天津駅 - 中国国鉄の在来線が通る他、京津都市間鉄道の天津側のターミナル駅である。
  - 天津西駅 - 京滬高速鉄道と連絡線で結ばれている。清朝時代の1910年12月14日に、ドイツ風の新古典主義建築の駅舎で開業した。旧駅舎は移設され、保存されている。
  - 天津南駅 - 郊外の未開発地区に、京滬高速鉄道上の駅として建設された。将来的には周辺は開発される計画である。
- 上海
  - 上海駅 - 京滬線の終着駅である。上海で最大の駅であり（一日平均乗降客数は約30万人）、上海は中国の鉄道網の中枢であり、北京・天津方面をはじめ全国各地への長距離列車が発着する。また、滬寧都市間鉄道のターミナル駅である他、地下鉄の上海火車駅駅が隣接する。
  - 上海南駅 - 滬昆線の上海駅を補完するターミナルであり、滬杭旅客専用線も乗入れる。上海駅と比べて、南方各地への長距離列車が多い。地下鉄の上海南駅駅が隣接している。
  - 上海西駅 - 上海南駅が開業すると旅客扱いは一時停止され、駅舎が改築された。2010年7月1日に滬寧都市間鉄道が上海駅まで開通すると同時に、上海西駅も旅客扱いを再開した。現在では、長距離列車は停車せず、南京方面行列車が殆どである。また、上海軌道交通の駅が隣接している。
  - 上海虹橋駅 - 上海虹橋国際空港に直結し、総面積26.34km2の虹橋総合交通中枢の一部である。京滬高速鉄道、滬寧都市間鉄道、滬杭旅客専用線が乗り入れ、上海最大の高速鉄道のターミナル駅となる予定である。地下鉄の虹橋駅駅が隣接している。
- 南京
  - 南京駅 - 京滬線、寧銅線が通る他、寧西線、寧啓線の起点である。また、滬寧都市間鉄道の南京側のターミナル駅でもある。
  - 南京南駅 - 京滬高速鉄道の主要駅である。また、寧杭旅客専用線、寧合旅客専用線、寧安旅客専用線の南京側のターミナル駅でもある。
- 杭州
  - 杭州駅 - 杭州の古くからのターミナル駅。滬昆線、滬杭線、宣杭線が通り、全国各方面に始発列車がある。
  - 杭州東駅 - 滬昆線、滬杭線、浙贛線が通っていて、杭州駅を補完するターミナル駅である。現在拡張工事中で、滬杭旅客専用線や杭甬旅客専用線、寧杭旅客専用線（京滬高速鉄道延伸線）、杭長旅客専用線（浙贛）、商合杭旅客専用線（宣杭）、杭黄旅客専用線のターミナル駅である。
- 瀋陽
  - 瀋陽駅 - 中国東北部の鉄道拠点
  - 瀋陽北駅
- 西安
  - 西安駅
  - 西安北駅
- 重慶
  - 重慶駅
  - 重慶北駅
  - 重慶西駅
- 広州
  - 広州駅
  - 広州東駅
  - 広州南駅

### 韓国

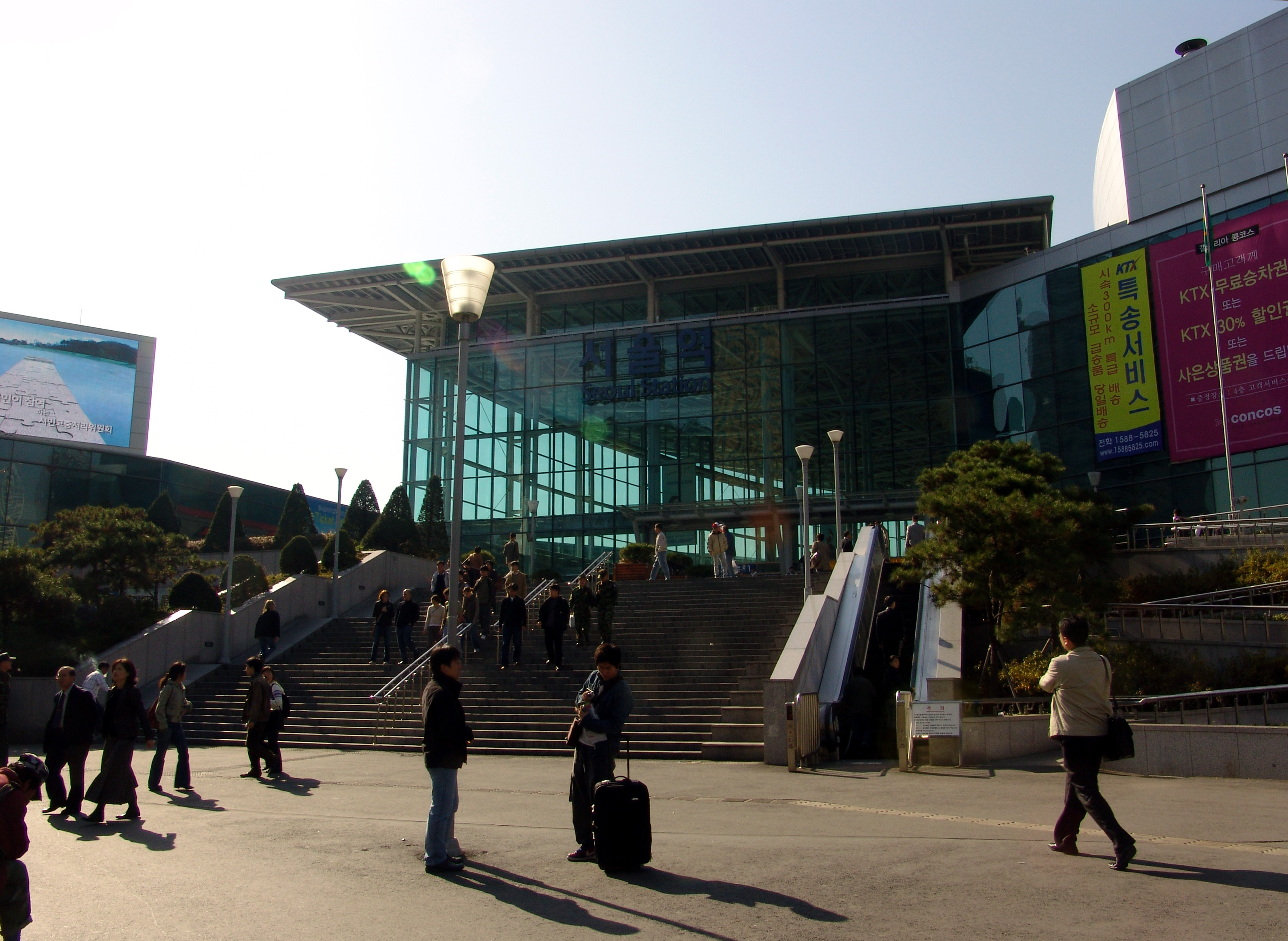
ソウル駅

- ソウル駅 - KTX・京釜線・京義線・地下鉄1号線・4号線・空港鉄道・首都圏広域急行鉄道A路線
- 清凉里駅 - 中央線・京元線・中央電鉄線・地下鉄1号線
- 龍山駅 - KTX・京釜線・湖南線・全羅線・長項線・広域電鉄1号線、中央電鉄線
- 大田駅 - KTX・京釜線・忠北線・地下鉄1号線
- 東大邱駅 - KTX・京釜線・大邱線・中央線・東海線・地下鉄1号線
- 釜山駅 - KTX・京釜線・地下鉄1号線
- 釜田駅 - 東海線・東海電鉄線

### タイ王国
- バンコク

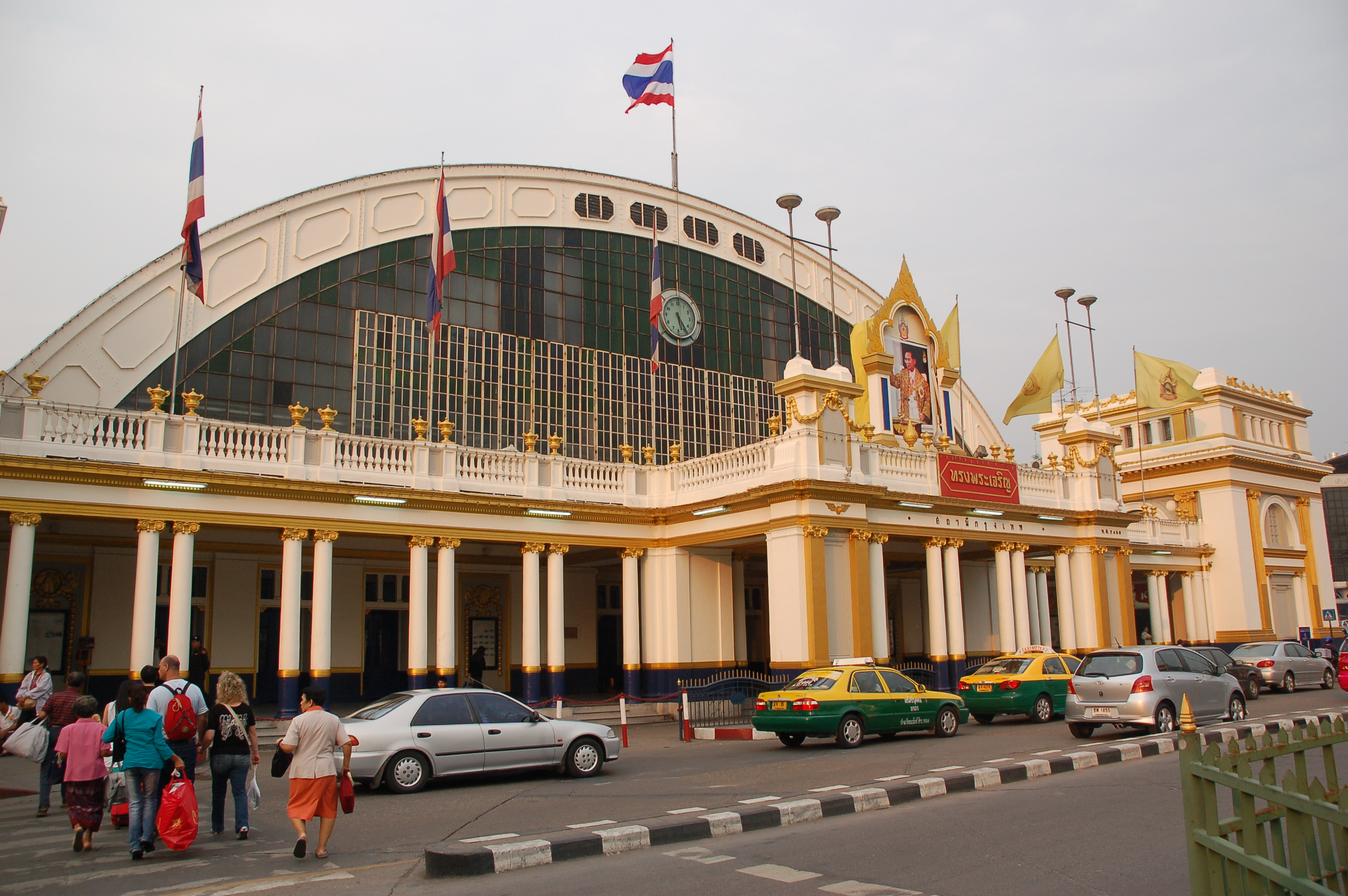
フワランポーン駅（バンコク）

  - フワランポーン駅 - アジアでは数少ないトレインシェッドを備えた駅
- ハートヤイ（ハジャイ）
  - ハートヤイ駅
- チエンマイ
  - チエンマイ駅

### インド
- デリー
  - ニューデリー駅
  - デリー駅
  - デリー・サライ・ローヒラー駅
  - ハズラト・ニザームッディーン駅
- ムンバイ

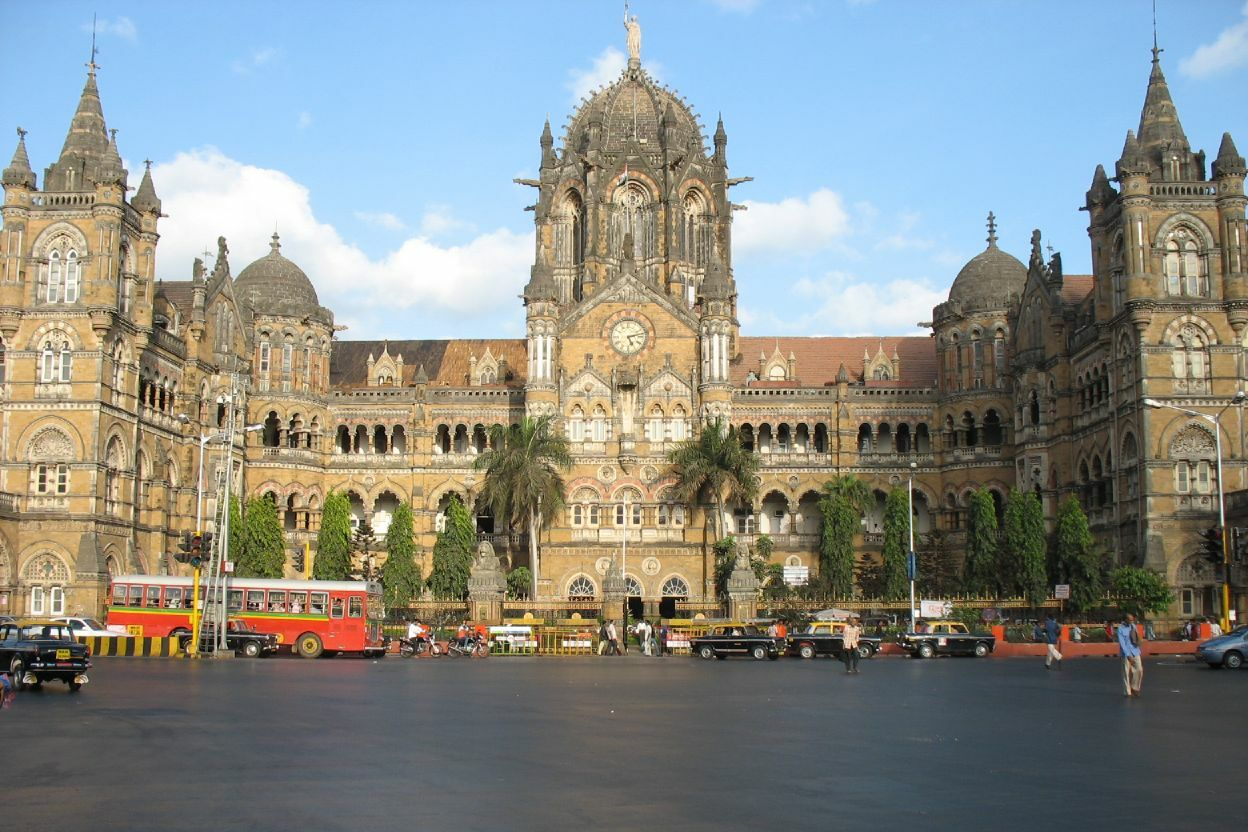
チャトラパティ・シヴァージー駅（ムンバイ）

  - チャトラパティ・シヴァージー駅 - 世界遺産
  - チャーチゲート駅
  - ムンバイ中央駅
  - ダダル駅
  - ロクマニヤ・ティラク駅
- コルカタ
  - ハウラー駅
  - シアルダー駅
  - コルカタ駅
- チェンナイ
  - チェンナイ中央駅
  - チェンナイ・エグモア駅

### トルコ

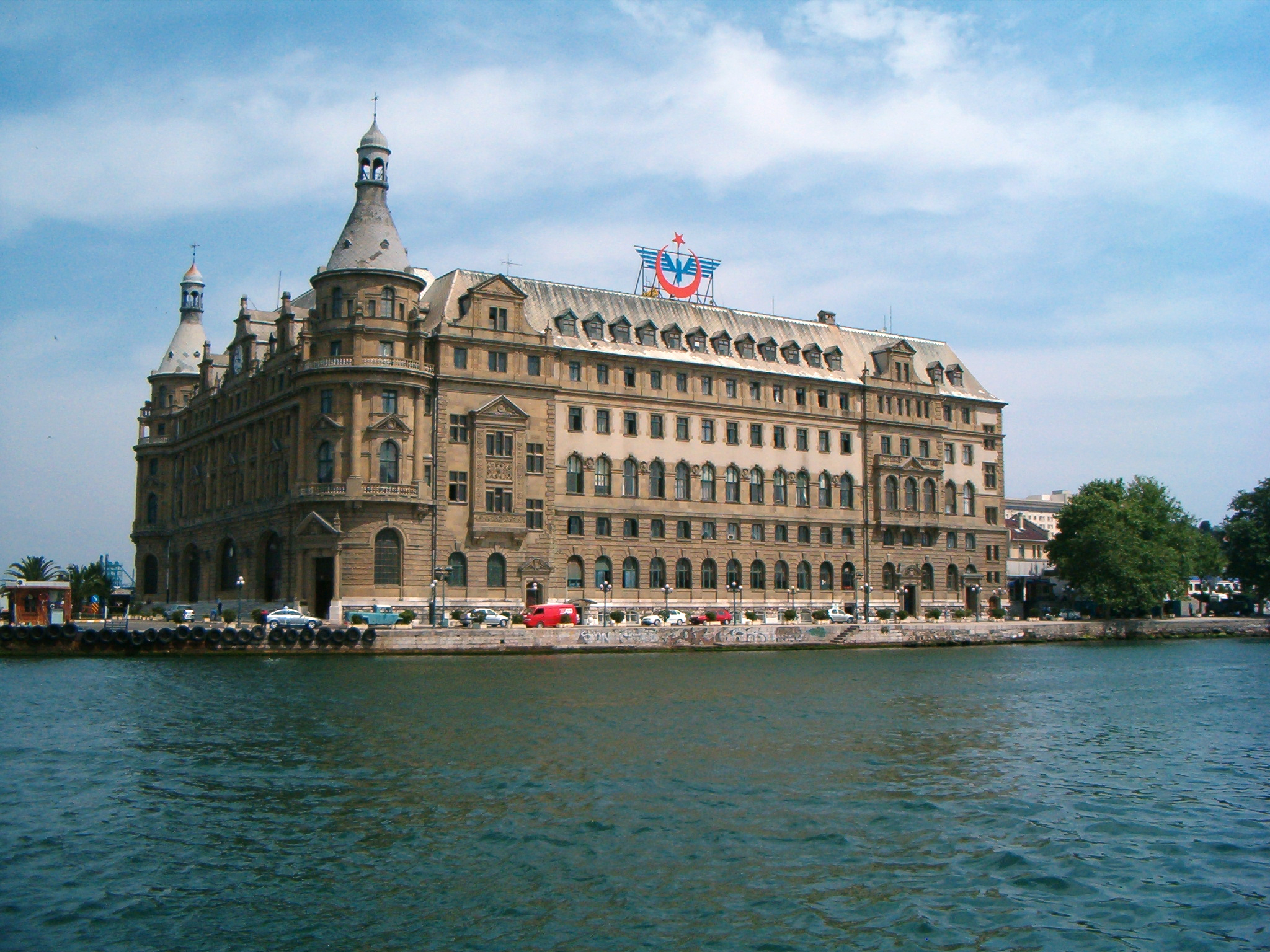
ハイダルパシャ駅（イスタンブール）

- イスタンブール
  - シルケジ駅
  - ハイダルパシャ駅
- アンカラ
  - アンカラ駅

### イギリス
- ロンドン

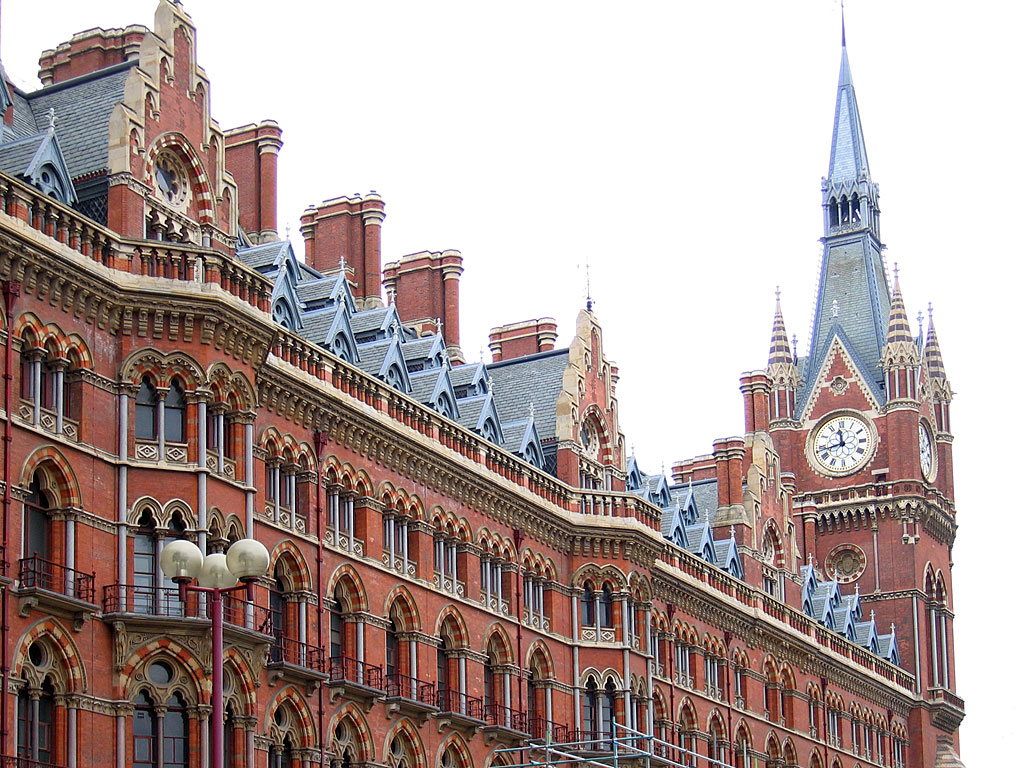
セント・パンクラス駅

  - ウォータールー駅 - イギリスで最も旅客数が多い駅
  - リバプール・ストリート駅
  - ロンドン・ヴィクトリア駅 - ガトウィック空港と連絡するガトウィック・エクスプレスが発着する
  - ユーストン駅
  - セント・パンクラス駅 - パリやブリュッセルへ向かう国際列車ユーロスターが発着する
  - キングス・クロス駅 - セント・パンクラス駅に隣接
  - チャリング・クロス駅
  - パディントン駅 - ヒースロー空港と連絡するヒースロー・エクスプレスが発着する
- リヴァプール
  - ライム・ストリート駅

### フランス
- パリ

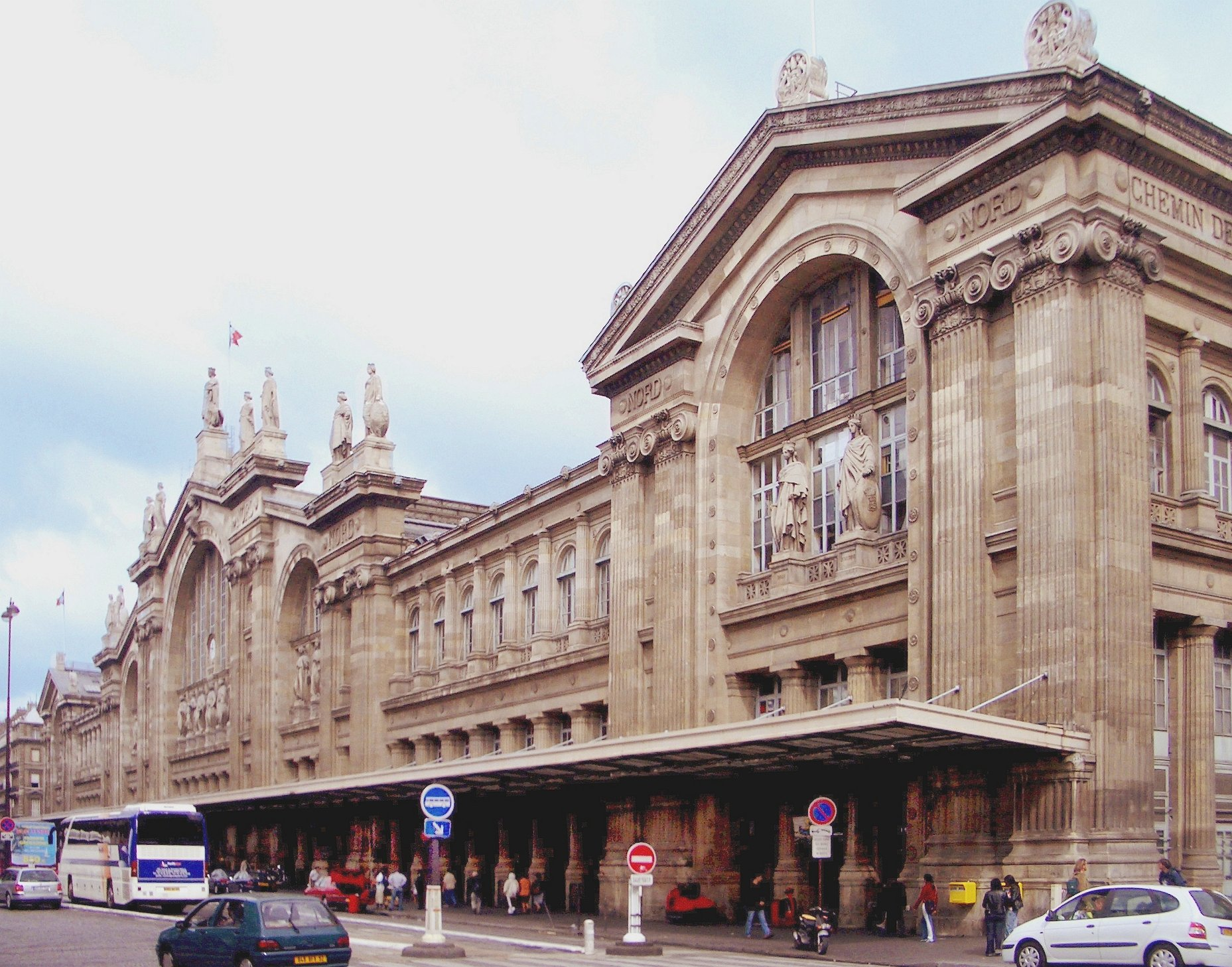
パリ北駅

  - リヨン駅 - 「リヨン駅」という駅名は、パリからリヨンへ向かう鉄道の起点、と言う意味である。
  - 北駅 - ユーロスターのロンドン行、タリスのブリュッセル・アムステルダム・ケルン行、夜行列車のハンブルク・ベルリン行の列車が利用可能な国際駅である。利用者数はフランス国鉄の駅では最多である。
  - モンパルナス駅
  - 東駅 - フランス東部やドイツ、ルクセンブルク方面への列車が発着する。またパリ北駅のすぐ東に位置しており、徒歩で連絡が可能である。なお、当駅名はパリより東へ向かう列車が発着することから「東駅」である。
  - サン・ラザール駅
  - オステルリッツ駅
- リヨン
  - リヨン・パールデュー駅

### イタリア

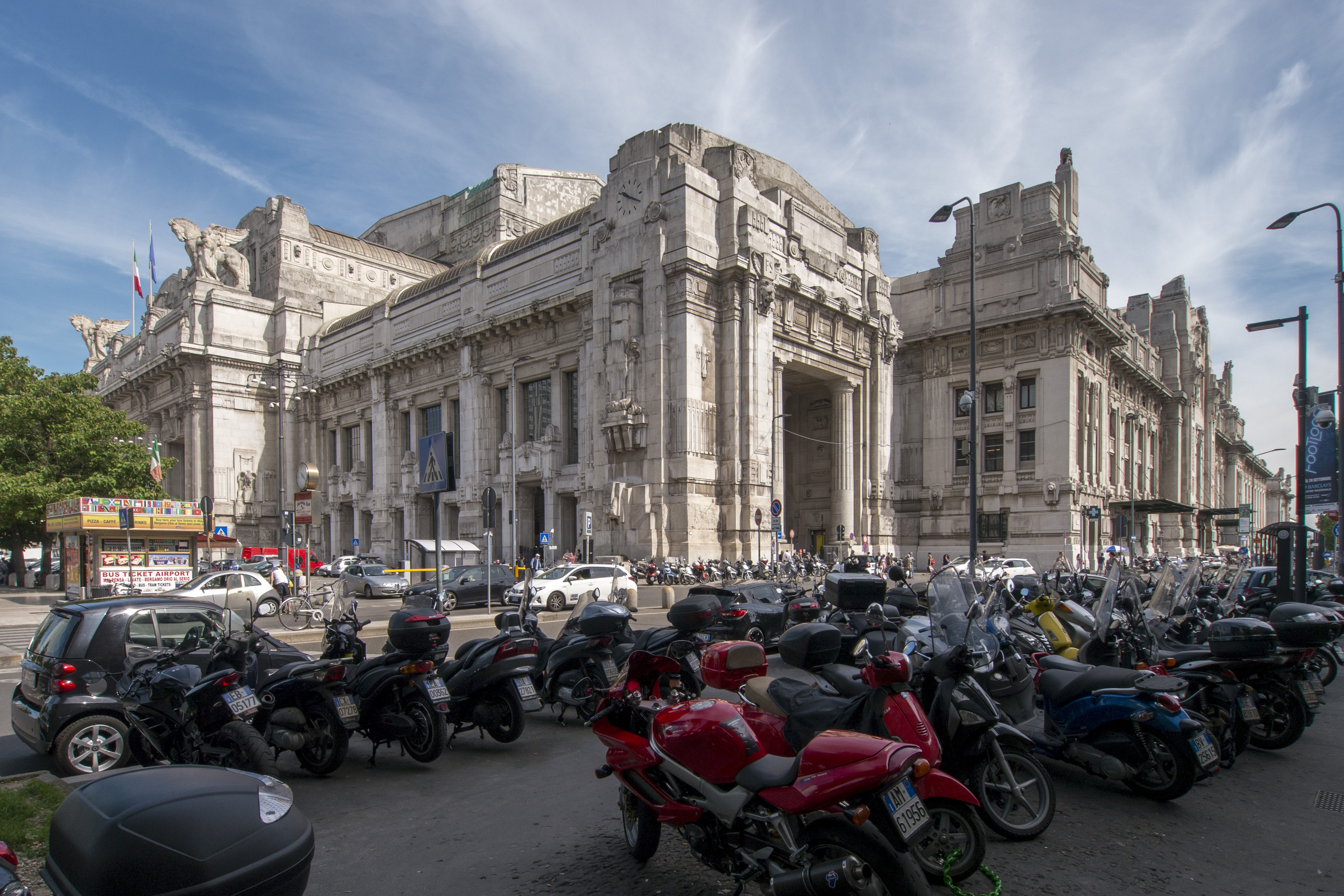
ミラノ中央駅

- ローマ
  - テルミニ駅
- ミラノ
  - 中央駅
- ナポリ
  - 中央駅
- フィレンツェ
  - サンタ・マリア・ノヴェッラ駅
- ヴェネツィア
  - サンタ・ルチーア駅

### ベルギー

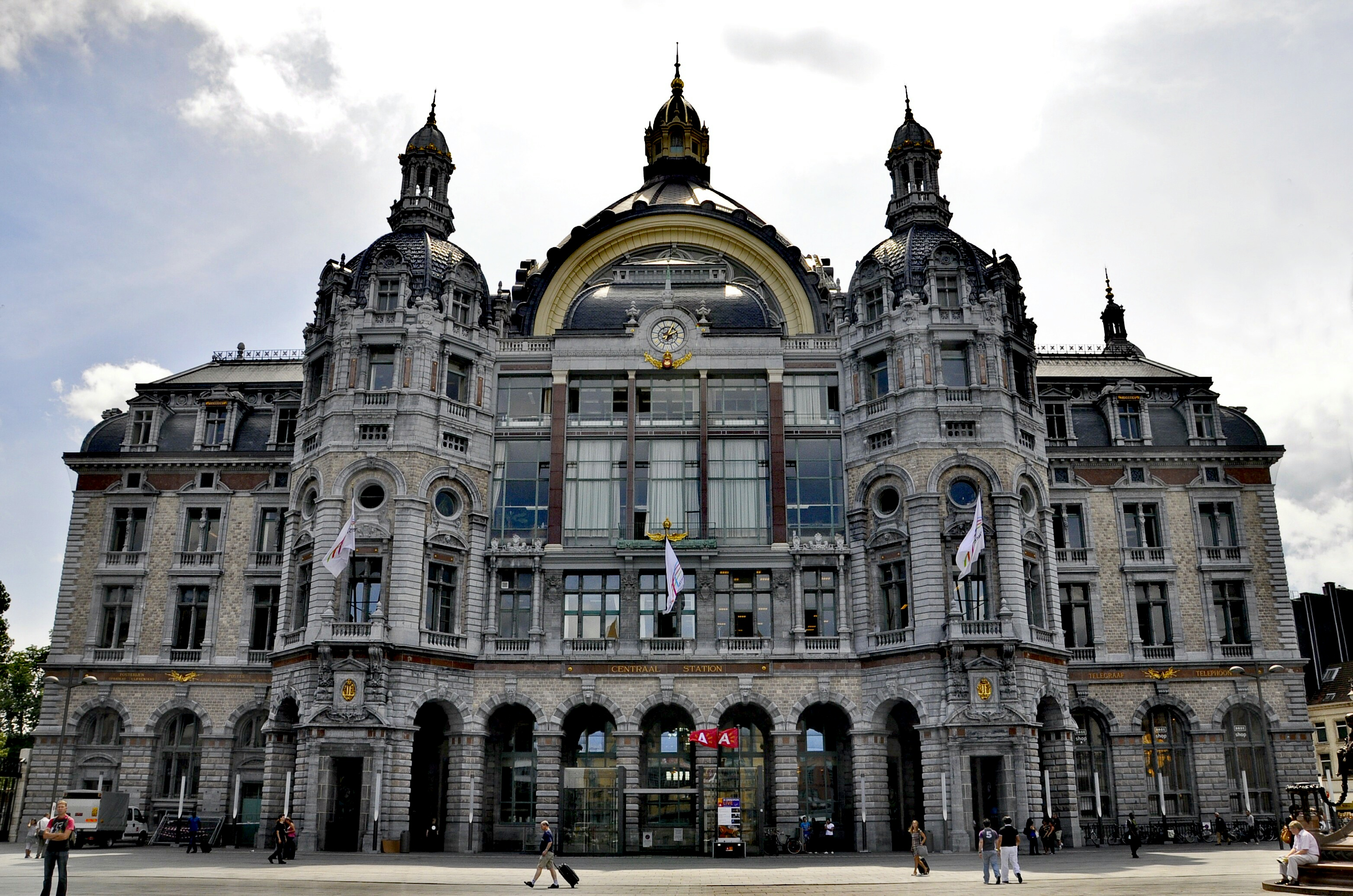
アントウェルペン中央駅（アントワープ）

- アントワープ
  - アントウェルペン中央駅
- オーステンデ
  - オーステンデ駅

### スウェーデン
- ストックホルム
  - ストックホルム中央駅
- ヨーテボリ
  - ヨーテボリ中央駅

### ドイツ
- ベルリン

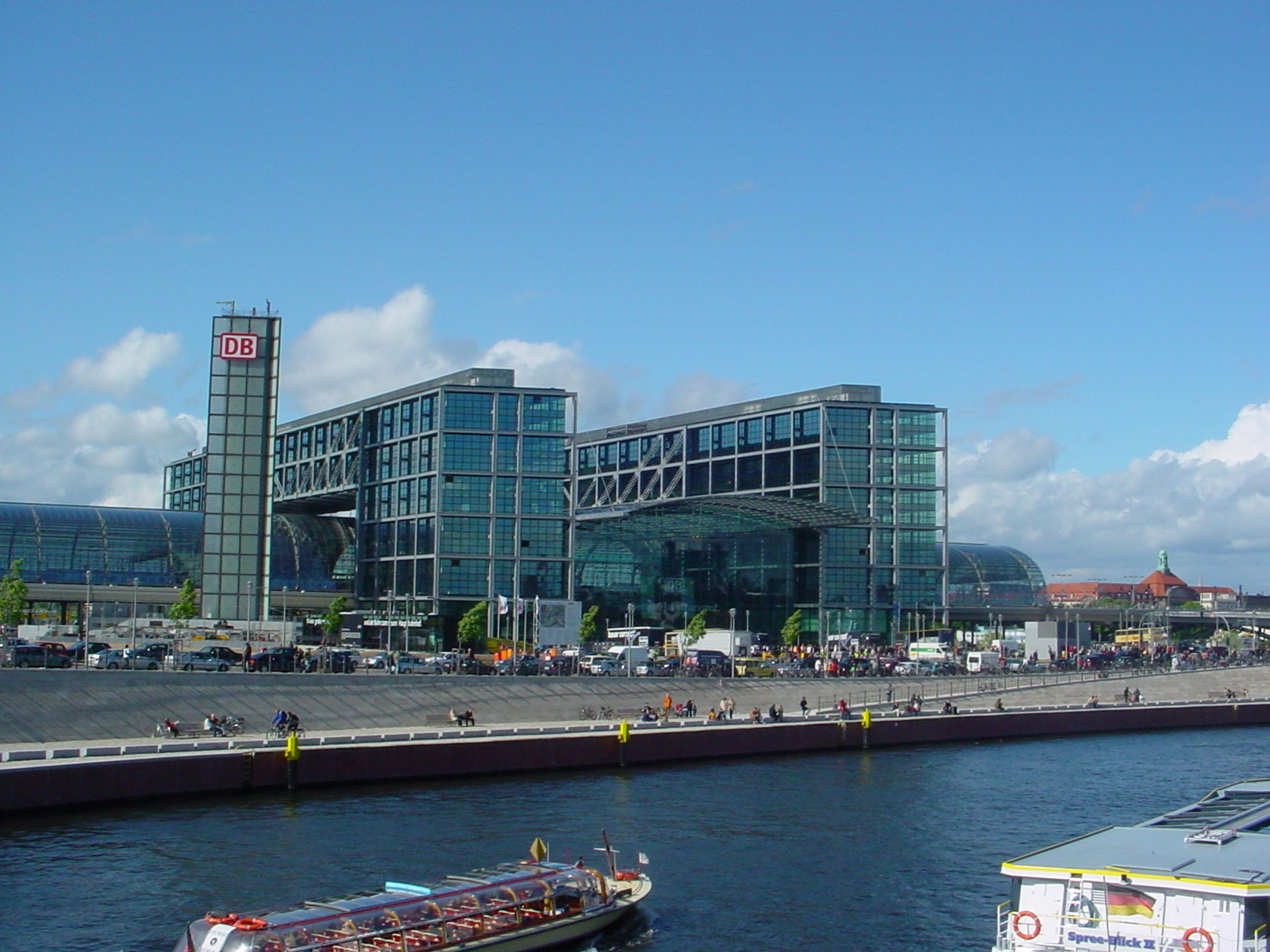
ベルリン中央駅

  - 中央駅 - 2006 FIFAワールドカップ開催に伴って開設した。東西冷戦下で政治的に分裂していたベルリンでは、長距離列車の拠点が複数の駅に分散していた。当駅は、その統合を行い、旅客の利便性は飛躍的に高められた。
  - ベルリン動物園駅（ツォーロギッシャーガルテン〈ツォー〉）駅 - 分断時代の西ベルリン側のターミナル
  - ベルリン東駅 - 分断時代の東ベルリン側のターミナル
- フランクフルト中央駅
- ハンブルク
  - 中央駅 - ドイツで最も旅客数が多い駅
  - アルトナ駅
- ミュンヘン中央駅
- ケルン中央駅

### スイス
- チューリッヒ
  - チューリッヒ中央駅
- ジュネーヴ
  - コルナヴァン駅

### スペイン

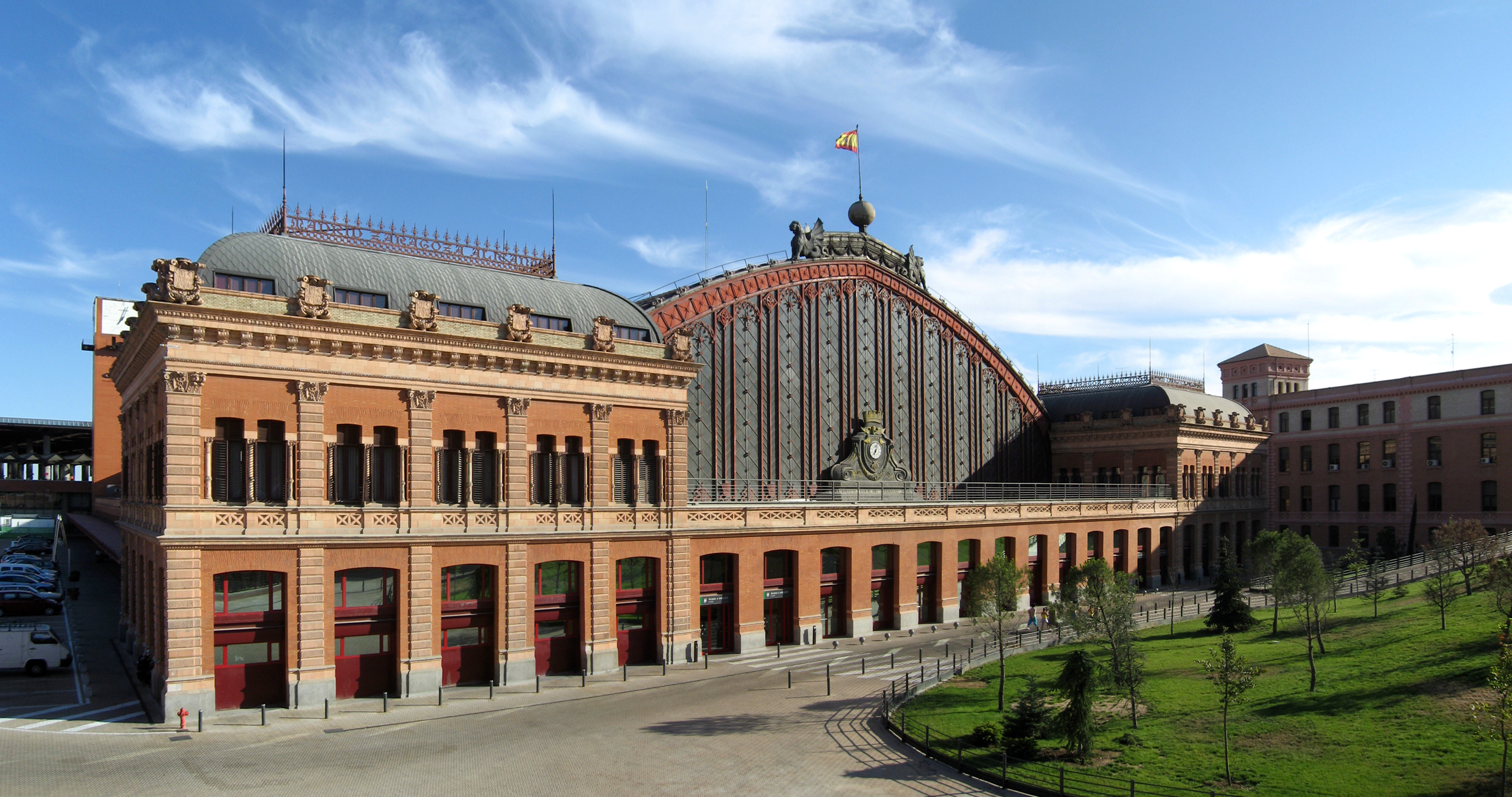
アトーチャ駅（マドリード）

- マドリード
  - アトーチャ駅
- バルセロナ
  - フランサ駅
  - サンツ駅

### ロシア
- モスクワ

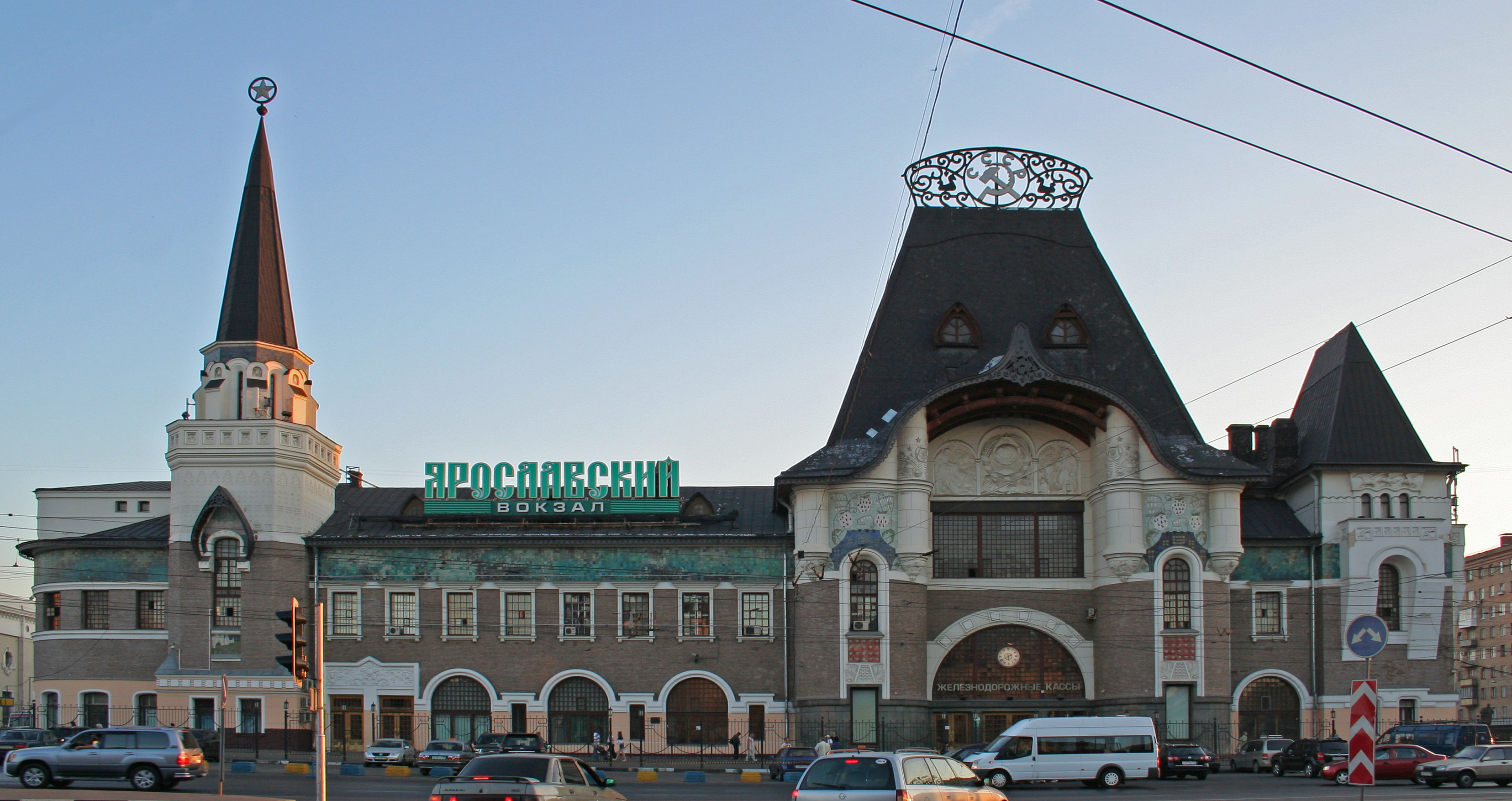
ヤロスラフスキー駅（モスクワ）

  - ベラルスキー駅 - 西方、ヨーロッパ方面
  - レニングラーツキー駅 - 北方、サンクトペテルブルク方面
  - ヤロスラフスキー駅 - 東方、ウラジオストク方面
- サンクトペテルブルク
  - ヴィチェプスク駅 - 南西、ミンスク方面
  - モスコーフスキー駅 - 南東、モスクワ方面
  - バルチースキー駅 - 西方、タリン方面
- ウラジオストク
  - ウラジオストク駅 - シベリア鉄道のターミナル駅

### ウクライナ

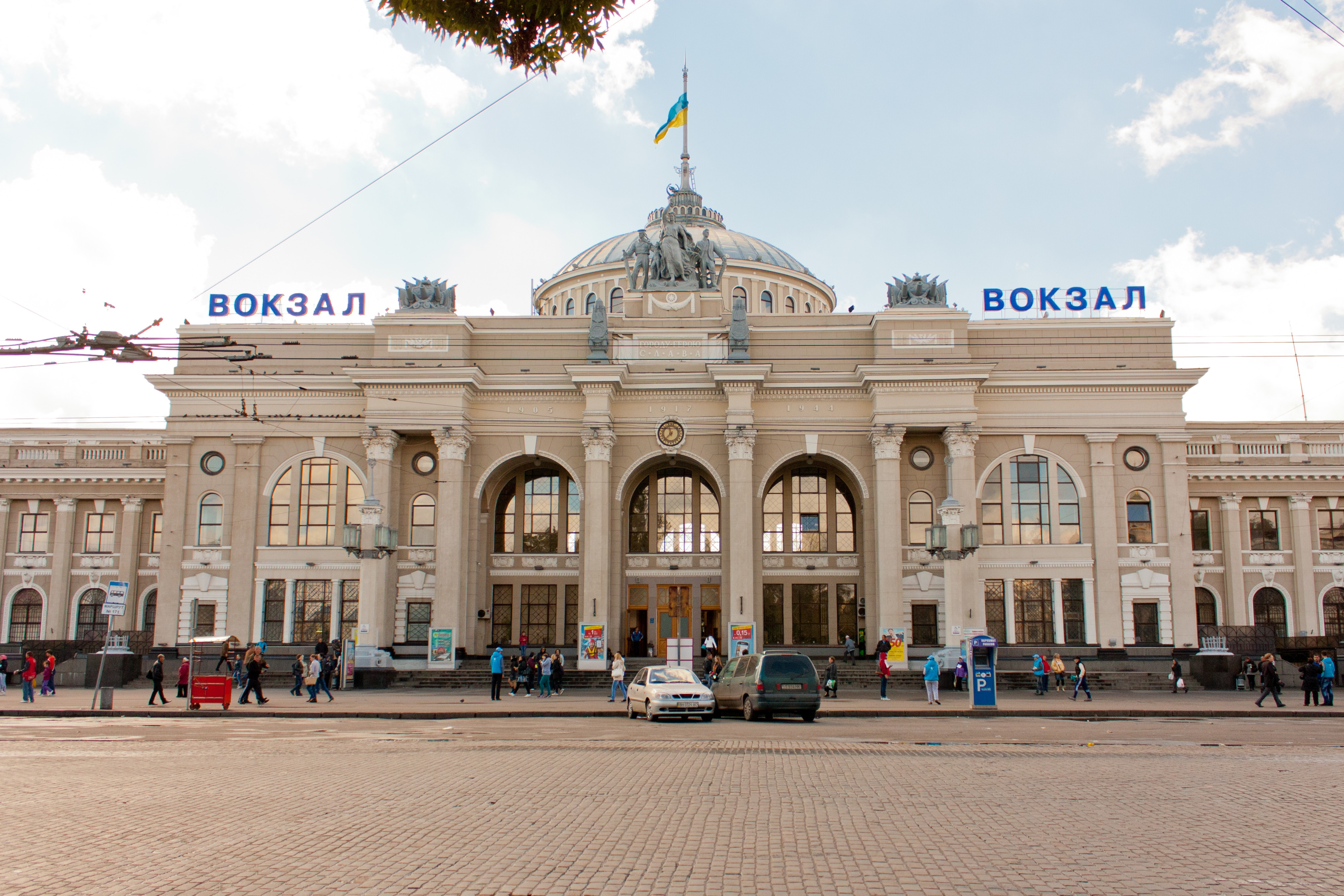
オデッサ駅

ウクライナではターミナル駅は「ヴァグザール」（Вокзал）と呼ばれ、「スターンツィヤ」（Станція）と呼ばれる普通駅とは言語上で明確に区別される。以下は主要なヴァグザール。
- キーウ
  - キーウ駅
- ハルキウ
  - ハルキウ駅
- ドニプロ
  - ドニプロ駅
- オデッサ
  - オデッサ駅
- リヴィウ
  - リヴィウ駅

### アメリカ合衆国・カナダ

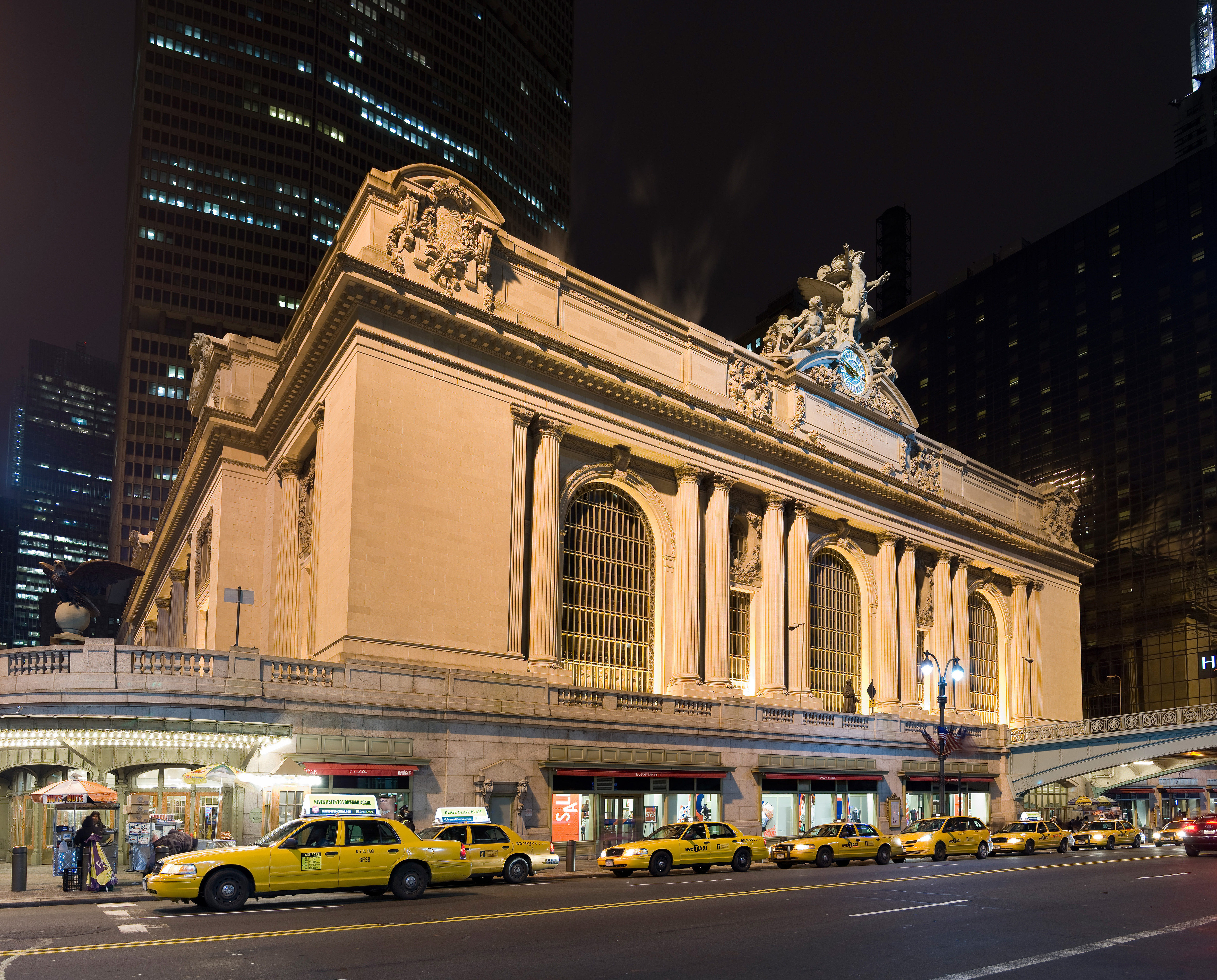
グランド・セントラル駅（ニューヨーク）

かつてアメリカ合衆国やカナダでは複数の鉄道会社が「ユニオン・ステーション」(Union Station) と呼ばれる共同使用駅を設置する場合が多かった。
- シカゴ
  - ユニオン駅 (シカゴ)
- ワシントンD.C.
  - ユニオン駅 (ワシントンD.C.)
- ロサンゼルス
  - ユニオン駅 (ロサンゼルス)
- デンバー
  - ユニオン駅 (デンバー)
- トロント
  - ユニオン駅 (トロント)

鉄道会社単独のターミナル駅としては、ペンシルバニア鉄道のペン・ステーションとニューヨーク・セントラル鉄道のグランド・セントラル駅が有名である。

### オーストラリア

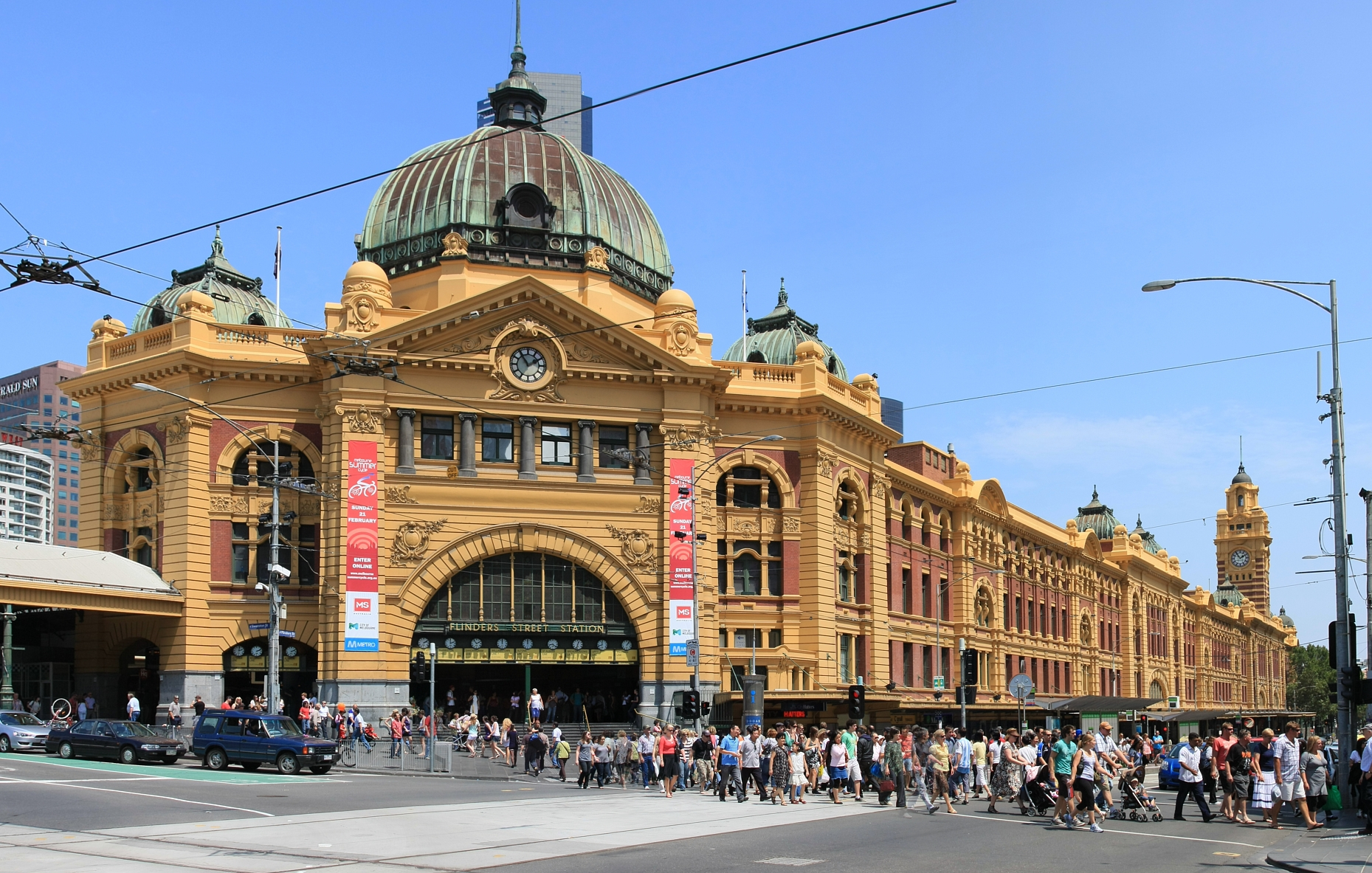
フリンダース・ストリート駅（メルボルン）

- シドニー
  - セントラル駅 (シドニー)
- メルボルン
  - フリンダース・ストリート駅
  - サザン・クロス駅
- アデレード
  - アデレード駅

### ブラジル

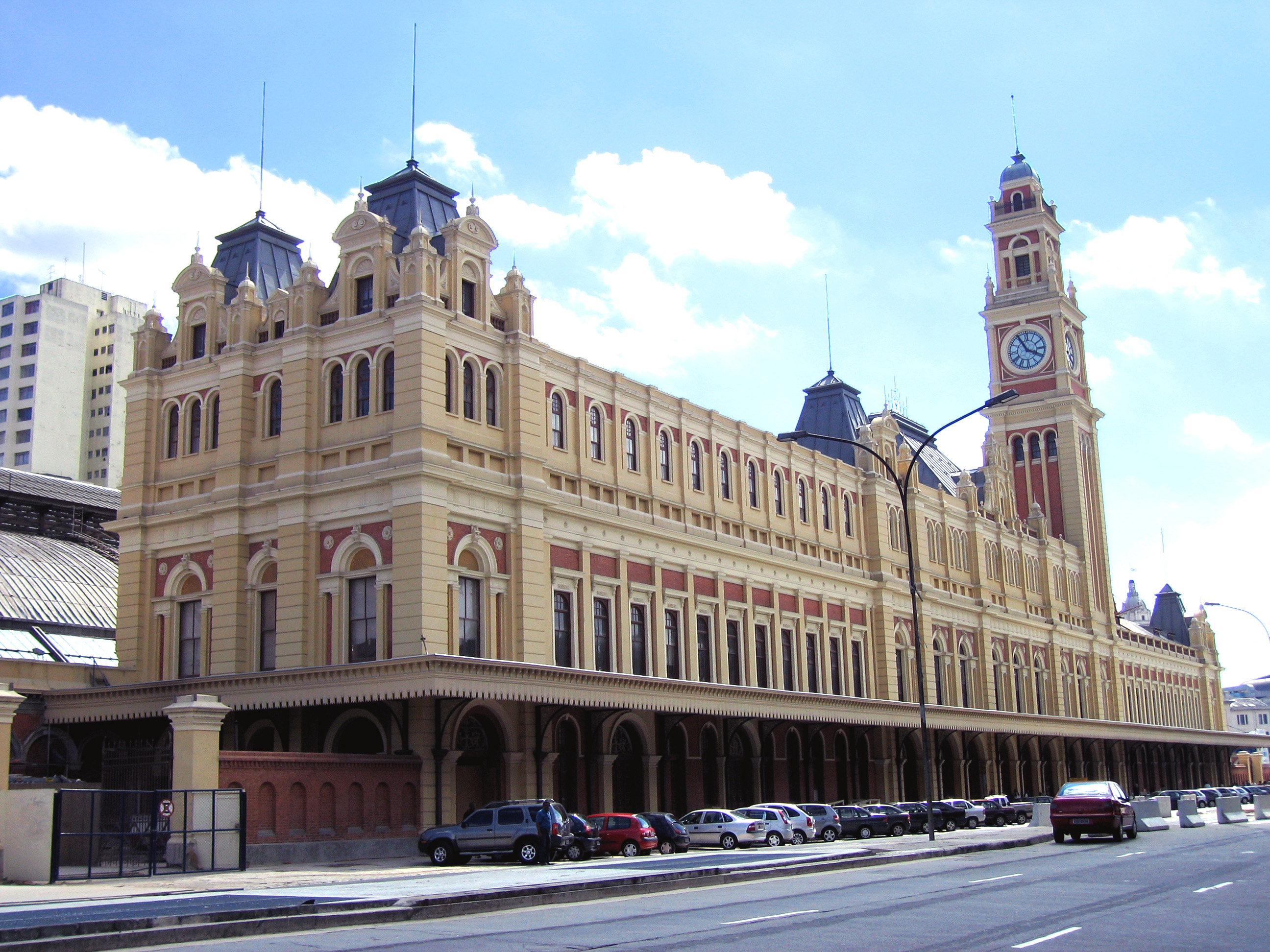
ルス駅（サンパウロ）

- サンパウロ
  - ルス駅
- リオデジャネイロ
  - セントラル・ド・ブラジル駅